# Jacobus Gijsbertus Meijer
Jhr. Jacobus Gijsbertus Meijer (Arnhem, 27 juni 1793 - Nijmegen, 8 september 1848) was een Nederlandse officier der infanterie.

## Levensloop
Jacobus Gijsbertus Meijer kwam voort uit een militair geslacht en was de oudste zoon van luitenant-generaal Adriaan Frans Meijer en Arnolda van Varseveldt. Hij trouwde op 3 september 1817 in Alphen met Antoinette Elisabeth Overbroek (Demerary, 1 juni 1800 - Harderwijk, 12 oktober 1859), dochter van Eduard Constantijn Overbroek en Anna Catharina van der Lott. Zij kregen acht kinderen:
- Françoise Arnoldine Constance (1818-1881)
- Eduard Constantijn (1819-1844)
- Carel Hendrik (1822-overleden na 1846), officier der infanterie, 2de luitenant
- Joseph Antoine Anne (1823-1840)
- Annette Catherine (1825-1897)
- Arnold (1827-1873), officier der marine, laatstelijk luitenant-ter-zee 1e klasse
- Jacques (1829-onbekend)
- Louis Daniël (1832-1906), officier der infanterie, laatstelijk luitenant-kolonel

## Militaire loopbaan
Jacobus Gijsbertus Meijer begon zijn militaire loopbaan in 1805 op de militaire school in Amersfoort als cadet bij de rijdende artillerie. Na de inlijving bij het Franse keizerrijk in 1810 ging hij over in Franse dienst. Hij werd op 17 november 1810 aangesteld als 2e Luitenant bij het 60e Regiment van Linie dat zich in Spanje bevond, maar waarvan van het depot bij Genève in Garnizoen lag. In april 1812 werd hij overgeplaatst naar het 2e Regiment Etrangers in Napels dat onder bevel stond van zijn vader.
In maart 1813 werd Jacobus Gijsbertus Meijer 1e Luitenant van het Regiment Huzaren no. 13, georganiseerd door generaal Miollis, dat zich aansloot bij de Grande Armée in Duitsland. In de Zesde Coalitieoorlog werd hij op 27 augustus 1813 bij Berlijn getroffen door een geweerkogel in zijn rechtervoet en twee lanssteken in zijn rechterzijde. Hij werd krijgsgevangen gemaakt door een Russisch legerkorps en overgebracht naar Mitau in Koerland (tegenwoordig de stad Jelgava in Letland).
Na zijn vrijlating keerde Jacobus Gijsbertus Meijer in april 1814 terug naar Nederland waar hij dienst nam in het Nederlandse leger. Hij werd geplaatst bij het Infanterie Bataillon Nationale Militie no. 14 in Amsterdam. Op 4 maart 1815 werd hij aangesteld als kapitein-adjudant bij luitenant-generaal George Alexander Martuschewitz en op 18 april 1816 ging hij in dezelfde functie over naar generaal-majoor Adriaan Frans Meijer, zijn vader. Zijn verdere militaire carrière verliep als volgt:
- 21 juli 1828: Bij koninklijk besluit no. 16 aangesteld als fungerend kapitein-kwartiermeester bij het Regiment Huzaren no. 8.
- 29 november 1830: In dezelfde rang overgeplaatst naar het Regiment Huzaren no. 6
- 17 februari 1831: Bij koninklijk besluit no. 6 benoemd in de rang van kapitein-kwartiermeester
- 13 november 1831: Benoemd tot kapitein-adjudant bij de staf van de 3de Divisie Infanterie te Velde
- 22 november 1831: Gedetacheerd bij de 7de afdeling Infanterie
- 16 september 1832: Benoemd tot majoor
- 10 maart 1838: Benoemd tot commandant van de 2de afdeling Mobiele Noord-Hollandsche Schutterij

Na de ontbindingen van de schutterijen werd Jacobus Gijsbertus op 1 september 1839 eervol ontslag verleend en een aan zijn rang verbonden pensioen toegekend.

## Veroordeling door het Hoog Militair Gerechtshof
Op 18 mei 1824 werd Jacobus Gijsbertus Meijer wegens insubordinatie door het Hoog Militair Gerechtshof veroordeeld tot 4 maanden detentie in de Zwolse gevangenis en ontslag uit de militaire dienst. Hij had zijn driften jegens zijn meerdere de luitenant-kolonel W.C.W. Senn van Basel (1781-1856), ridder Militaire Willems-orde, niet weten te bedwingen. Ter verdediging voerde hij aan dat een reeds lang bestaand geschil tussen zijn vader en de luitenant-kolonel en het feit dat de laatstgenoemde op het moment van het delict in burgerkledij was, hem verblindde en zijn ondergeschiktheid voor een moment deden vergeten. Bij koninklijk besluit no. 100 van 4 februari 1825 werd hij van het vonnis ontheven en op non-activiteit geplaatst tot er een positie voor hem beschikbaar zou komen bij een bataljon jagers in West-Indië. Die overplaatsing heeft echter nooit plaatsgevonden.